# Diadema ascensionis
Espèce
Synonymes
- Diadema antillarum ascensionis Mortensen, 1909

Diadema ascensionis est une espèce d'oursin régulier tropical de la famille des Diadematidae, caractérisé par des épines particulièrement longues. Cette espèce semble endémique du territoire britannique de Sainte-Hélène, Ascension et Tristan da Cunha.

## Description
Son test (coquille) est rond et légèrement aplati (jusqu'à 8 cm de large pour 4,5 cm de haut), mais ses épines fines, fragiles et creuses peuvent mesurer jusqu'à 20 cm, lui assurant une bonne défense et une locomotion rapide. Ces piquants (« radioles ») sont généralement noirs avec des reflets rouges (notamment chez les jeunes), mais certains (et plus rarement tous) peuvent parfois être gris voire blancs. Les radioles des juvéniles sont annelées de blanc et de noir, et ce trait peut parfois perdurer chez les adultes. Le test est noir avec parfois des reflets rouges sous une lumière forte (plus prononcés chez les juvéniles). Le plus souvent, on peut distinguer cinq paires de bandes bleues iridescentes délimitant les plaques ambulacraires sur la partie aborale du test, reliant le pôle du test à un disque situé sous l'anus, qui est bordé par les organes photosensibles, puis de là à cinq taches blanches, visibles surtout de nuit mais absentes chez certains individus. La papille anale est bien visible (plus grosse que chez D. antillarum), souvent assez détachée, toujours noire.
Cet oursin est extrêmement proche du célèbre oursin-diadème des Antilles (Diadema antillarum), dont il est parfois considéré comme une sous-espèce, au même titre que Diadema africanum.

## Répartition
Cette espèce semble endémique du territoire britannique de Sainte-Hélène, Ascension et Tristan da Cunha, mais il se pourrait qu'il atteigne les côtes brésiliennes. On la trouve à faible profondeur, dans les eaux calmes et les milieux ouverts riches en algues.

## Écologie et comportement
Il se nourrit principalement d'algues, qu'il broute de nuit, mais est aussi un omnivore opportuniste, pouvant consommer certains invertébrés sessiles, des débris et des charognes. 
Comme tous les Diadematidae, il est pourvu d'organes photosensibles sur la partie aborale du test, lui permettant de voir au-dessus de lui afin d'orienter ses radioles (épines) vers d'éventuelles menaces.
La reproduction est gonochorique, et mâles et femelles relâchent leurs gamètes en même temps en pleine eau, où œufs puis larves vont évoluer parmi le plancton pendant quelques semaines avant de décanter.

## L'espèce et l'Homme
L'oursin diadème a une assez bonne vue, procurée par les photorécepteurs disposés sur son test : cela lui permet d'orienter efficacement ses épines vers les menaces potentielles, comme la main d'un plongeur, afin d'en optimiser l'angle de pénétration. Une fois à l'intérieur d'un tissu étranger, ces épines se brisent très facilement en plusieurs morceaux très difficiles à retirer et peuvent entraîner un risque d'infection.
Comme chez tous les Diadematidae, une partie de ses épines (les plus courtes) sont pourvues de venin dans leur matrice, mais celui-ci n'a pas d'effet significatif sur l'homme. Heureusement, sa taille et ses couleurs le rendent généralement suffisamment visible aux nageurs, qui peuvent l'éviter facilement.

## Onomastique
« Diadema » vient du grec diadema, « diadème » (évoquant le port et la beauté de l'animal) ; « ascensionis » vient de son aire de répartition principale : l'Île de l'Ascension.